# 2015年苏丹大选
2015年的苏丹大选举行于4月13日－16日，选出总统和国民议会成员。原定于4月2日，但推迟了11天。这是南苏丹分裂后举行的首次选举。
现任总统奥马尔·巴希尔（Omar al-Bashir）虽然遭到大多数党派反对抵制，仍以压倒性优势赢得总统选举。执政的全国大会党在国民议会426个席位中赢得多数。

## 选举制度
使用两轮选举系统进行总统选举；如果没有候选人在第一轮获得多数的选票，将举行第二轮选举。
三种方法选出国民议会的成员；一些成员由多数成员投票选出；全国18个州的选区选出；由比例分配一些席位。
选民投两次票。一个选政党候选人，一个投比例代表制席位。

## 阵营
现任总统奥马尔·巴希尔2014年10月再次被选为全国大会党的总统候选人。15个其他候选人登记参选。
尽管有44个政党提出候选人，但大多数反对党抵制了选举。而全国大会党在30%的选区没有推出候选人，让其他政党获得一些议员。
非洲联盟、阿拉伯联盟、东部和南部非洲共同市场（COMESA）、政府间发展机构（IGAD）、伊斯兰合作组织（OIC）派出了选举观察员；还有来自中国、俄罗斯和土耳其的观察员。
非洲联盟由尼日利亚前总统奥卢塞贡·奥巴桑乔率领，观察团表示“满意和平的投票”并指出国家“仍面临民主建设和民族和解的严重挑战”。它得出结论说，“结果……将反映苏丹选民的意志的表达”。
COMESA 观察团表示“一般环境内大选组织得非常和平”，并称赞苏丹人民。它还指出，担心“大选被几个反对党抵制”。

## 选举结果

### 总统选举
| 候选人                                            | 政党                         | 选票       | %     |
| ------------------------------------------------- | ---------------------------- | ---------- | ----- |
| 奥马尔·巴希尔                                     | 全国大会党                   | 5,252,478  | 94.05 |
| 法德尔·赛义德·舒阿伊卜 （Fadl el-Sayed Shuiab）   | 联邦真正党                   | 79,779     | 1.43  |
| 法蒂玛·阿卜杜勒·马哈茂德 （Fatima Abdel Mahmoud） | 苏丹社会主义民主联盟         | 47,653     | 0.85  |
| 穆罕默德·哈桑（Mohamed Al Hassan）                | 国家改革党                   | 42,399     | 0.76  |
| Abdul Mahmoud Abdul Jabar Rahamtalla              | Union of the Nation's Forces | 41,134     | 0.74  |
| Hamdi Hassan Ahmed                                | 独立人士                     | 18,043     | 0.32  |
| Mohamed Ahmed Abdul Gadir Al Arbab                | 独立人士                     | 16,966     | 0.30  |
| Yasser Yahiya Salih Abdul Gadir                   | 独立人士                     | 16,609     | 0.30  |
| Khairi Bakhit                                     | 独立人士                     | 11,852     | 0.21  |
| Adel Dafalla Jabir                                | 独立人士                     | 9,435      | 0.17  |
| Mohamed Awad Al Barow                             | 独立人士                     | 9,388      | 0.17  |
| Asad Al Nil Adel Yassin Al Saafi                  | 独立人士                     | 9,359      | 0.17  |
| Alam Al Huda Ahmed Osman Mohamed Ali              | 独立人士                     | 8,133      | 0.15  |
| Ahmed Al Radhi Jadalla Salem                      | 独立人士                     | 7,751      | 0.14  |
| Isaam Al Ghali Tajj Eddin Ali                     | 独立人士                     | 7,587      | 0.14  |
| Omar Awad Al Karim Hussein Ali                    | 独立人士                     | 6,297      | 0.11  |
| 无效/空白票                                       | 无效/空白票                  | 506,549    | –     |
| 统计                                              | 统计                         | 6,091,412  | 100   |
| 注册选民/投票率                                   | 注册选民/投票率              | 13,126,989 | 46.40 |
| 来源: NEC                                         |                              |            |       |

### 国民议会
| 政党             | 政党                      | 选票 | % | 议席 | +/– |
| ---------------- | ------------------------- | ---- | - | ---- | --- |
|                  | 全国大会                  |      |   | 323  |     |
|                  | 民主统一党                |      |   | 25   |     |
|                  | 独立人士                  |      |   | 19   |     |
|                  | DUP (领袖Jalal al-Digair) |      |   | 15   |     |
|                  | 其他                      |      |   | 44   |     |
| 无效/空白票      | 无效/空白票               |      | – | –    | –   |
| 统计             | 统计                      |      |   | 426  | –   |
| 注册选民/投票率  | 注册选民/投票率           |      |   | –    | –   |
| 来源: 苏丹通讯社 |                           |      |   |      |     |

## 反应
2015年4月9日，欧盟表示，即将到来的选举“缺乏有利环境”。
2015年4月20日，挪威、英国和美国发表联合声明称，苏丹政府没有“创造一个自由、公平、有利的选举环境”，“这些选举的结果不能被视为一个可信的苏丹人民的意志的表达”。声明发表后，苏丹外交部召见了这些国家的大使，谴责声明是“选举的错误信息和预先判断”；同时也认为这是“公然干涉苏丹内政。”巴希尔总统标记批评者为“殖民主义政党”。
2015年4月21日，苏丹驻伦敦大使馆发表声明称，其他国际机构显然有偏见，他们甚至拒绝派遣他们的观察员，又称“北爱尔兰遭受几十年严重的“麻烦”，也不见英国停止选举”。
2015年4月28日，中国外交部发言人洪磊表示，他们尊重“苏丹人民的选择”，祝贺巴希尔总统连任。
巴希尔总统也收到祝贺的信息，有来自埃及总统阿卜杜勒-法塔赫·塞西、约旦国王阿卜杜拉、科威特埃米尔萨巴赫、阿曼苏丹卡布斯、卡塔尔埃米尔塔米姆、沙烏地阿拉伯国王萨勒曼和阿拉伯联合酋长国总统哈利法·纳哈扬。